# الحرب العالمية الثالثة (فلم)
« الحرب العالمية الثالثة » هو فيلم كوميدي وفانتازيا ومغامرات مصري عرض عام 2014، بطولة أحمد فهمي وشيكو وهشام ماجد.
الفيلم من أفلام عيد الفطر 1435 هـ.

## قصة الفيلم
تدور أحداث الفيلم في متحف شمع، حيث يضم المتحف مجموعة تماثيل لأشهر شخصيات التاريخ مثل توت عنخ آمون والزعيم أحمد عرابي ومحمد علي باشا وغاندي ورأفت الهجان وأم كلثوم وبوب مارلي وإلفيس بريسلي ومايكل جاكسون وكذلك أفراد من الجيش المصري في حرب أكتوبر وغيرهم، هذه التماثيل تدب فيها الحياة فقط بعد الساعة الخامسة مساءا وحتى الساعة الخامسة صباحًا، ويصادف قبل موعد استيقاظهم بقليل دخول خميس (أحمد فهمي) لهذا المبنى المهجور بحثًا عن كرته التي قذفها داخله أثناء لعبه فهو هاوي لكرة القدم و كان فاشلا فيها، لتبدأ مطاردة هذه التماثيل الحية التي يرأسها الملك توت عنخ آمون (شيكو) له كغريب لص حتى يحكم عليه بالإعدام فينقذه علاء الدين (هشام ماجد) عاقدًا معه صفقة مقابل مساعدته على السفر إلى ديزني لاند في أمريكا ونعرف مع الأحداث أنهم قرئت عليهم تعويذة سحرية فرعونية من برديات في كتاب جعلتهم أحياء بعض الوقت وتبحث عن هذا الكتاب هويده (أنعام سالوسة) مديرة المتحف السابقة والتي تصنع تماثيل أيضا وتحاول استغلال خميس للحصول عليه؛ ليتحول الأمر لما يشبه حربا بين فريقين أحدهما طيب هم تماثيل المتحف ومعهم خميس، وفريق يضم أشرار التاريخ على رأسهم هتلر (علاء مرسي) الذي يريد الانتقام بحرب عالمية ثالثة يدمر فيها العالم ومعه في فريقه هو وهولاكو وأبو لهب وريا وسكينة ودراكولا وريتشارد قلب الأسد وغيرهم ولكن ينتصر فريق الخير في النهاية .

## طاقم التمثيل
| - أحمد فهمي: خميس كاكا - شيكو: توت عنخ آمون - هشام ماجد: علاء الدين - محمود الجندي: والد خميس - أنعام سالوسة: هويدا - علاء مرسي: هتلر - بيومي فؤاد: محمد علي باشا - بوسي: مارلين مونرو | - أحمد حلاوة: أينشتاين - أحمد فتحي: سيد جن المصباح - يوسف عيد: بوب مارلي - محمد علي رزق: رأفت الهجان - محمد ثروت: أحمد عرابي - عمرو يوسف: صلاح الدين الأيوبي - صلاح عبد الله: أبو الهول (صوت) - أوس أوس: أني صاحب خميس |

### ضيوف الشرف
- تامر حسني
- سمير غانم

### بالإضافة إلى
| - محمد عبد الرحمن: خالد بوجي - إينو: غاندي - رودين توفيق: أم كلثوم - أحمد السلكاوي: إلفيس بريسلي - جومان: بروس لي - عمرو محمد: طرزان - علاء زينهم: بابا نويل - علي ربيع: الإسكندر الأكبر - محمد وجدي: أنور وجدي - طارق صلاح: مايكل جاكسون - إبراهيم عمران: لواء في المتحف - حسن يوسف: فلاح - بكري رزق: بيتهوفن - أحمد فؤاد: الفارس - خالد نجيب: ريتشارد قلب الأسد - أشرف بوزيشن: أبو لهب | - فاطمة كشري: ريا - سحر كركر: سكينة - أحمد مظهر: هولاكو - محمد الحضري: دراكولا - غفران ممدوح: نابليون بونابرت - العصابة: وائل اللمبي - محمد نصر - رضا محروس - شيماء عبد القادر: الأميرة ياسمين - نوران أحمد: الطفلة فيروز - محمد طارق: بكار - جون محروس: مصور فوتوغرافيا - هندي: بدوي فهمي- زكي لوجو - أبو جغ - فريق حرب أكتوبر: أحمد فكري- أحمد صبري- خالد مصطفى - محمد عزت - رأفت مجدي - القبيلة الأفريقية: عمرو عبد الرحمن - رشيد يونس - أحمد عبد الرحيم - رجال الفراعنة: كريم محمد عبد العال - أحمد محمد فريد - فادي بولس - مؤمن عادل - منى ممدوح: المذيعة - فرقة أم كلثوم: عطية شفيق - علاء المغربي - خالد الرياش - هشام غريب - شادية حسن: أم توت |

## فريق العمل
- إخراج: أحمد الجندي
- قصة: أحمد فهمي، شيكو، هشام ماجد
- تأليف: مصطفى صقر، محمد عز
- إنتاج: أحمد السبكي، كريم السبكي
- توزيع: شركة النصر (محمد حسن رمزي)
- موسيقى تصويرية: عمرو إسماعيل
- مونتاج: وائل فرج
- مدير التصوير: مروان صابر
- مساعدين إخراج: محمد علام، سمر يحي، هنا المزيان

## وصلات خارجية
- مقالات تستعمل روابط فنية بلا صلة مع ويكي بيانات